# Waldeck
Клаус Вальдек (нем. Klaus Waldeck), более известный под своим сценическим именем Waldeck — австрийский музыкант, играющий в стиле трип-хоп, даунтемпо и электро-свинг. Для исполнения вокальных партий приглашает сторонних вокалистов, таких как Брайан Эймос, Джой Малькольм.

## Дискография

### Альбомы
- 1996 — Northern Lights
- 1998 — Balance of the Force
- 2001 — The Night Garden
- 2007 — Ballroom Stories
- 2016 — Gran Paradiso
- 2018 — Atlantic Ballroom

### Синглы
- 1996 — «Aquarius»
- 1998 — «Wake Up»
- 1998 — «Children of the Ghetto»
- 1999 — «Defenceless»
- 2000 — «This Isn't Maybe»
- 2001 — «Tears Running Dry»
- 2002 — «Cat People»
- 2006 — «Make My Day»
- 2015 — «The Weatherman»
- 2015 — «Rio Grande»
- 2015 — «Viva California»
- 2018 — «So It Shall Be»
- 2018 — «Je T'Aime Beaucoup»